# کراون جول (۲۰۲۳)
کراون جول (به انگلیسی: Crown Jewel) یک رویداد غیر رایگان (Pay-Per-View) در کشتی حرفه‌ای است که توسط کمپانی دبلیودبلیوئی و برای هر دو برند راو و اسمک‌داون تهیه می‌شود این دورۀ این رویداد در ۴ نوامبر ۲۰۲۳ در ورزشگاه محمد عبده در شهر ریاض واقع در کشور عربستان برگزار شد. این رویداد پنجمین رویداد با نام کراون جول بود.

## داستان
در سال ۲۰۱۸، شرکت آمریکایی کشتی‌کج حرفه‌ای WWE همکاری راهبردی و چندرسانه‌ای خود را با وزارت ورزش عربستان سعودی آغاز کرد؛ این همکاری در راستای تحقق اهداف برنامه اصلاحات اجتماعی و اقتصادی «چشم‌انداز ۲۰۳۰» این کشور شکل گرفت. در همین سال، رویداد «Crown Jewel» به‌عنوان محور اصلی این مشارکت معرفی شد؛ رویدادی که هر سال در فصل پاییز و به‌عنوان بخشی از جشنواره بزرگ «Riyadh Season» در پایتخت عربستان، شهر ریاض، برگزار می‌شود.
پنجمین دوره Crown Jewel که دهمین رویداد WWE در خاک عربستان محسوب می‌شد، در ۷ اکتبر ۲۰۲۳ معرفی و برای روز شنبه ۴ نوامبر همان سال در سالن «محمد عبدو آرنا» برنامه‌ریزی شد. این دومین بار بود که این مکان میزبان Crown Jewel می‌شد. این رویداد در قالب پرداخت‌به‌ازای‌تماشا (PPV) به‌صورت جهانی پخش شد؛ در آمریکا از طریق پلتفرم Peacock و در دیگر کشورها از شبکه WWE در دسترس قرار گرفت. کشتی‌گیران هر دو برند مطرح WWE، یعنی Raw و SmackDown، در این برنامه حضور داشتند.
در سپتامبر ۲۰۲۳، Riyadh Season تبلیغات این رویداد را با تمرکز بر حضور جان سینا آغاز کرد. همچنین گزارش‌هایی منتشر شد مبنی بر این‌که WWE برنامه‌های جانبی دیگری مانند ترن هوشمند تاریک و تجربه‌ای با محوریت شخصیت افسانه‌ای آندرتیکر نیز ارائه خواهد داد.

### رقابت‌ها و داستان‌ها
Crown Jewel 2023 شامل هشت مسابقه بود که یکی از آن‌ها در بخش پیش‌نمایش برگزار شد. همه این مسابقات بر پایه روایت‌های داستانی ساختگی بودند که توسط تیم نویسندگان WWE طراحی شده و در برنامه‌های هفتگی Raw و SmackDown روایت می‌شدند.
Seth Rollins vs. Drew McIntyre
پس از پیروزی ست رولینز در دفاع از کمربند قهرمانی سنگین‌وزن در Fastlane، درو مک‌اینتایر در برنامه Raw ظاهر شد و خواهان یک مسابقه برای کسب عنوان شد. رولینز با وجود خستگی این چالش را پذیرفت، اما مک‌اینتایر ترجیح داد تا این نبرد در رویداد Crown Jewel برگزار شود.
مسابقه پنج‌نفره زنان برای کمربند قهرمانی
در پی درگیری‌ها و دخالت‌های پی‌درپی نایا جکس، ریکوئل رودریگز، شاینا بزلر و زویی استارک، مدیر Raw اعلام کرد که ریا ریپلی، قهرمان وقت زنان، باید در مسابقه‌ای پنج‌نفره در مقابل این چهار رقیب از عنوان خود دفاع کند.
Roman Reigns vs. LA Knight
پس از بازگشت رومن رینز به WWE و برخوردش با جان سینا، سینا اعلام کرد که لای نایت شایسته مبارزه برای عنوان قهرمانی جهان است. در ادامه، WWE مسابقه‌ای بین Reigns و Knight در Crown Jewel تعیین کرد.
John Cena vs. Solo Sikoa
با توجه به ناکامی‌های اخیر سینا در مسابقات انفرادی و درگیری با سولو سیکوآ، مسابقه‌ای میان این دو نیز برای این رویداد برنامه‌ریزی شد.
Logan Paul vs. Rey Mysterio
پس از پیروزی لوگان پل در مسابقه بوکس خود، او خواهان مبارزه با ری میستریو برای تصاحب کمربند قهرمانی ایالات متحده شد. میستریو به چالش پاسخ مثبت داد و تقابل این دو در Crown Jewel نهایی شد.
Cody Rhodes vs. Damian Priest
ادامه درگیری‌های کودی رودز با اعضای گروه Judgment Day موجب شد تا دامیان پریست او را به مسابقه‌ای در این رویداد دعوت کند که رودز با آن موافقت کرد.
Iyo Sky vs. Bianca Belair
بیانکا بلر پس از بازگشت غیرمنتظره‌اش و نجات شارلوت فلر از حمله گروه Damage CTRL، خواستار فرصت مجدد برای تصاحب عنوان قهرمانی از Iyo Sky شد. این مبارزه نیز برای Crown Jewel قطعی شد.
Sami Zayn vs. JD McDonagh (در بخش پیش‌نمایش)
در ادامه خصومت سامی زین با گروه Judgment Day، مسابقه‌ای بین او و JD McDonagh برای بخش آغازین رویداد تعیین شد.
Crown Jewel 2023 نمایشی از درگیری‌های پرهیجان، بازگشت‌های غافلگیرکننده و روایت‌هایی پر از کشمکش میان ستاره‌های مطرح WWE بود. این رویداد همچنان نقشی محوری در برنامه‌های جهانی‌سازی WWE و جلب مخاطبان بین‌المللی ایفا می‌کند.

## مسابقات ثبت شده
| #                                                                                                 | نتایج                                                                             | نوع مسابقه                                               |
| ------------------------------------------------------------------------------------------------- | --------------------------------------------------------------------------------- | -------------------------------------------------------- |
| ۱پ                                                                                                | سمی زین در مقابل جی دی مک دونا                                                    | مسابقه تک نفره                                           |
| ۲                                                                                                 | ست رالینز (c) مقابل درو مکینتایر                                                  | مسابقه تک نفره برای قهرمانی کمربند قهرمانی سنگین‌وزن جهان |
| ۳                                                                                                 | ریا ریپلی (c) مقابل نایا جکس مقابل شینا بزلر مقابل زویی استارک مقابل راکل رودریگز | مسابقه پنج نفره برای قهرمانی کمربند زنان جهان            |
| ۴                                                                                                 | رومن رینز (c) (با همراهی پل هیمن) مقابل ال ای نایت                                | مسابقه تک نفره برای قهرمانی کمربند آندیسپیوتد یونیورسال  |
| ۵                                                                                                 | ری میستریو (c) مقابل لوگان پاول                                                   | مسابقه تک نفره برای قهرمانی کمربند قهرمانی ایالات متحده  |
| ۶                                                                                                 | کودی رودز مقابل دیمین پریست                                                       | مسابقه تک نفره                                           |
| ۷                                                                                                 | جان سینا در مقابل سولو سیکوا                                                      | مسابقه تک نفره                                           |
| ۸                                                                                                 | آیو اسکای (c) (با همراهی بیلی و داکوتا کای) در مقابل بیانکا بلر                   | مسابقه تک نفره برای قهرمانی کمربند زنان دبلیودبلیوئی     |
| - (c) – نشان‌دهنده قهرمان(هایی) است که به میدان می‌روند - پ – نشان‌دهنده این است که مسابقه در پری–شو |                                                                                   |                                                          |